# صادق صبا
صادق صبا (زادهٔ ۱۳۳۲، رشت) روزنامه‌نگار ایرانی و مدیر سابق رادیو، تلویزیون بی‌بی‌سی فارسی است. کارشناسی حقوق خود را از دانشگاه تهران، کارشناسی ارشد را از انگلستان دریافت کرده و بیش از ۲۵ سال در  بی‌بی‌سی کار کرد. او در ژانویه ۲۰۱۶ این رسانه را ترک کرد.
او عضو ارشد هیئت تحریریه شبکه ایران اینترنشنال است.

## فعالیت‌ها
صبا در دهه ۱۹۹۰ با تعدادی از شخصیت‌های جنجالی جمهوری اسلامی مصاحبه کرد که از آن میان، گفتگو با صادق خلخالی شهرت زیادی پیدا کرد. صبا در این گفتگو از خلخالی پرسید آیا از بابت صدور حکم‌های گسترده اعدام در زمان احساس ناراحتی می‌کند؟
صبا در سال‌های بعد، در ۲۰۰۸ م مجدداً به ایران سفر کرد و با سه مرجع منتقد جمهوری اسلامی، حسینعلی منتظری، صادق روحانی و یوسف صانعی دیدارکرد. در فوریه ۲۰۰۹ مستند طعم ایران را برای بخش جهانی بی‌بی‌سی تهیه کرد که با دیدگاهی متفاوت از آنچه که در رسانه‌ها به آن می‌پرداختند نگاهی داشت به فرهنگ و تاریخ ایرانیان، او در این مستند ۴ بخشی با افرادی دیدار می‌کرد و در مورد غذا و فرهنگ و تاریخ ایران با آنان صحبت می‌کرد. وی همچنین در سال ۲۰۰۹ م برای تهیه فیلم مستندی از زندگی عمر خیام هم‌زمان با روز بزرگداشت عمر خیام، با اجازه مقامات جمهوری اسلامی به ایران سفر کرده بود که در آن اجرای این فیلم مستند را برعهده داشت. صبا در ۲۴ سپتامبر ۲۰۱۰ در پی گفتگوی بهمن کلباسی با باراک اوباما، رئیس‌جمهور وقت ایالات متحده، دیداری کوتاه با اوباما داشت و از آن به «بزرگ‌ترین اتفاقاتی که ممکن است در حیات هر رسانه معتبری در جهان رخ دهد» تعبیر می‌کند.

### کناره‌گیری از بی‌بی‌سی فارسی
صادق صبا در ابتدای سال ۲۰۱۶ از ریاست و سردبیری بی‌بی‌سی فارسی کناره‌گیری کرد. سایت بی‌بی‌سی فارسی در روز ۱۲ ژانویه نوشت "رزیتا لطفی، سردبیر خبر تلویزیون و رادیوی بی‌بی‌سی فارسی به عنوان رئیس جدید بخش فارسی بی‌بی‌سی انتخاب شده‌است و به زودی جای صادق صبا را می‌گیرد.
لطفی از سردبیرانی بود که در سال ۲۰۰۹ در راه‌اندازی شبکه تلویزیونی بی‌بی‌سی فارسی نقش داشت.
او از روز بیست و پنجم ژانویه مسئولیت بخش فارسی را به عهده خواهد گرفت و جایگزین صادق صبا می‌شود که پس از بیشتر از بیست و پنج سال فعالیت در بی‌بی‌سی تصمیم گرفته از سمت خود کناره‌گیری کند و در پی چالش‌های دیگری برود.
صبا گفت: "ترک کردن سازمانی که از صمیم قلب به اهدافش اعتقاد دارم کار آسانی نیست، ولی وقت آن رسیده که نیروهای تازه نفس تری این مسئولیت سنگین را به عهده بگیرند".

## همکاری با ایران اینترنشنال
او با راه‌اندازی شبکه ایران اینترنشنال یکی از اعضای هیئت تحریریه شد.
صادق صبا از سال ۲۰۱۸ اجرای یک برنامه هفتگی فرهنگی در  تلویزیون «ایران اینترنشنال» در لندن را به عهده دارد.